# رولز-رویس/ام‌ای‌ان توربو آربی۱۵۳
رولز-رویس/ام‌ای‌ان توربو آربی۱۵۳ (به انگلیسی: Rolls-Royce/MAN Turbo RB153) یک موتور هواگرد ساختِ کارخانهٔ رولز-رویس لیمیتد در کشور بریتانیا است . 